# Crise no Norte do Kosovo em 2022
A crise no Norte do Kosovo em 2022 denomina as tensões entre a Sérvia e o Kosovo que despontaram a partir da expiração da validade dos documentos para automóveis em 31 de julho de 2022, e da decisão do governo do Kosovo de dar conta do processo de emissão desses documentos, até então mantido pela Sérvia. A decisão provocou uma forte desaprovação nos enclaves sérvios em Kosovo.
O Kosovo, que tornou-se independente em 2008, assinou um acordo com a Sérvia em 2011 que versava sobre o uso de placas de carro no Kosovo do Norte, que definiu a transição do processo de autorização sérvio para um documento neutro. O acordo foi estendido em 2016 e expirou no ano de 2021, quando se deu um primeiro período de crise no Kosovo do Norte, que resultou num acordo normalizando o uso de placas Kosovares em território Sérvio. Em 2022, com o anúncio de que cidadãos sérvios que entram no Kosovo receberão documentos de entrada e saída, um sentimento de revolta se espalhou pela região de maioria sérvia. Barricadas foram feitas na vias do Kosovo do Norte em 31 de julho de 2022, mas foram logo removidas quando o governo declarou que adiaria o banimento dos documentos sérvios. Em agosto de 2022, negociações foram realizadas quanto às placas, não obstante, a questão dos documentos não foi resolvida. Outras propostas de acordo foram apresentadas no mês seguinte, porém não se realizaram.
O presidente do Kosovo,  Albin Kurti, recusou mais um adiamento da data de expiração das placas, e anunciou em novembro um período de transição e implementação da nova política que iria durar até abril de 2023. Logo após o anúncio, um número de oficiais de polícia sérvios do Kosovo, como também prefeitos, juizes e membros do parlamento, abandonaram suas posições nas instituições de governo. Os dois países voltaram à negociar em no mesmo mês, e chegaram num acordo parcial que concluia que as placas sérvias continuariam à ser utilizadas no Kosovo do Norte. Em dezembro, a Sérvia requisitou a disposição de até mil membros das forças militares e polícia na região, o que causou uma controvérsia internacional. 
Novas barricadas foram armadas ao longo do mês de dezembro, fechando pela primeira vez cidades como Mitrovica, dado que até então se concentravam na rodovias que ligavam a fronteira. O governo kosovar demandou que as forças de pacificação dirigidas pela OTAN defizessem as barricadas, e anunciou que suas próprias forças militares tomarão medidas caso seu pedido não seja atendido. Os manifestantes sérvios exigem uma série de demandas para a abertura das vias, entre elas a libertação de oficiais de etnia sérvia que foram presos. Horas antes das nova onda de barricadas no dia 27, a Sérvia havia posicionado suas tropas na fronteira com o Kosovo em estado de prontidão para o combate, segundo ordens do presidente Aleksandar Vucic, sob a justificação de 'proteger a população sérvia'. A movimentação militar marca um novo ápica nas tensões da região.